# Rhodes (Francia)
 Rhodes  es una población y comuna francesa, en la región de Lorena, departamento de Mosela, en el distrito de Sarrebourg y cantón de Sarrebourg.

## Demografía
| 105 | 91 | 65 | 55 | 51 | 56 |
| Para los censos de 1962 a 1999 la población legal corresponde a la población sin duplicidades (Fuente: INSEE [Consultar]) |    |    |    |    |    |